# Daphne Caruana Galizia
Daphne Anne Caruana Galizia (nazwisko panieńskie Vella, ur. 26 sierpnia 1964 w Sliemie, zm. 16 października 2017 w miejscowości Bidnija niedaleko Mosty) – maltańska dziennikarka, pisarka i działaczka antykorupcyjna, publikująca m.in. na własnym blogu Running Commentary. Publikowała m.in. ustalenia dziennikarstwa śledczego dotyczącego przykładów korupcji, nepotyzmu, politycznego mecenatu i prania pieniędzy oraz powiązań biznesowych na Malcie. Prowadziła dziennikarskie śledztwo ws. ujawnionej w „kwitach z Panamy” Panama Papers korupcji na Malcie. Została zamordowana w zamachu bombowym.

## Życiorys
Daphne Anne Vella urodziła się w Sliemie. Uczyła się w zakonie św. Doroty oraz w koledżu św. Alojzego, w 1997 roku otrzymała licencjat z archeologii na Uniwersytecie Maltańskim. W 1985 roku poślubiła Petera Caruanę Galizię. Aktywna politycznie od młodości, w wieku 18 lat została zatrzymana na 48 godzin za udział w prodemokratycznym proteście. W 1987 roku dołączyła do zespołu Times of Malta jako felietonistka i reporterka.
Od 1992 roku podjęła współpracę z drugim maltańskim dziennikiem The Malta Independent. W tym czasie wspierała Zielonych (Alternativa Demokratika). W swojej pracy zajmowała się tematem korupcji na Malcie. Jej artykuły doprowadzały do bezpośredniej konfrontacji mediów z prominentami Malty, począwszy od lidera Partii Pracy Alfreda Santa i jego separacji małżeńskiej, aż po zarzuty handlu narkotykami, stawiane synowi dowódcy sił zbrojnych. W 1996 roku po raz pierwszy antagoniści posunęli się do drastycznych kroków w stosunku do jej osoby. Poderżnięto gardło jej psu i położono go na progu domu. Podpalono również drzwi do domu w Bidniji.
W 2006 roku doszło do pierwszego zamachu na życie Galizii. Nieznani sprawcy, na tyłach jej domu, podpalili dwa stosy opon wypełnionych benzyną. Niedługo potem, przez pomyłkę, podłożono bombę pod samochód sąsiada.
W marcu 2008 roku Daphne Galizia założyła blog Running Commentary. W krótkim czasie stał się jedną z najpopularniejszych stron internetowych Malty, osiągając blisko 400000 odsłon. Oficjalny start miał miejsce 2 marca 2008 roku o godzinie 2:02. 
Jej publikacje doprowadziły do przedterminowych wyborów parlamentarnych na Malcie w 2017 roku.
16 października 2017 roku podłożono pod jej samochód ładunek bombowy, Daphne Caruana Galizia zginęła w wybuchu na miejscu nieopodal własnego domu. Zamach doprowadził w 2020 do dymisji premiera Malty Josepha Muscata.
W listopadzie 2019 roku w sprawie jej morderstwa zatrzymano jednego z czołowych przedsiębiorców na Malcie, Yorgena Fenecha. W październiku 2022 za przeprowadzenie zamachu skazano braci Alfreda i Geroge Degiorgio.